# Kommunalvalen i Sverige 2010
Söndagen den 19 september 2010 anordnades kommunalval i Sverige. Vid detta val valdes kommunfullmäktige för mandatperioden 2010–2014 i samtliga 290 kommuner.

## Valdeltagande
Valdeltagandet ökade, jämfört med kommunalvalet i Sverige 2006, i samtliga 290 kommuner utom två; Bengtsfors och Bjuv. Det skilde nästan 30 procentenheter mellan Lomma som hade det högsta (90,5 %) och Haparanda som hade det lägsta (61 %) valdeltagandet. 

## Valresultat
Tabellen avser valresultatet i samtliga kommuner efter omvalet i Örebro den 15 maj 2011. 
| Parti                | Parti                    | Röster              | Röster | Röster | Mandatfördelning | Mandatfördelning |
| Parti                | Parti                    | Antal               | %      | +− %   | Antal            | +−               |
| -------------------- | ------------------------ | ------------------- | ------ | ------ | ---------------- | ---------------- |
|                      | Socialdemokraterna       | 1 918 687           | 32,40  | -2,18  | 4 594            | -247             |
|                      | Moderata samlingspartiet | 1 550 537           | 26,18  | +1,93  | 2 965            | +231             |
|                      | Folkpartiet liberalerna  | 468 646             | 7,91   | -0,24  | 914              | -9               |
|                      | Centerpartiet            | 450 609             | 7,61   | -1,47  | 1 399            | -287             |
|                      | Miljöpartiet de Gröna    | 418 362             | 7,07   | +2,19  | 686              | +250             |
|                      | Vänsterpartiet           | 329 715             | 5,57   | -0,41  | 703              | -70              |
|                      | Sverigedemokraterna      | 290 548             | 4,91   | +2,03  | 612              | +332             |
|                      | Kristdemokraterna        | 257 919             | 4,36   | -1,44  | 591              | -222             |
|                      | Övriga partier           | 236 553             | 3,99   | —      | 514              | —                |
| Antal giltiga röster | Antal giltiga röster     | 5 921 576           | 100,00 |        | 12 978           | -114             |
| Ogiltiga röster      | Ogiltiga röster          | 87 699              |        |        |                  |                  |
| Totalt               | Totalt                   | 6 009 275 (81,55 %) |        |        |                  |                  |

Av de åtta partier som erhöll mandat i riksdagsvalet i Sverige 2010 var kommunvalet en framgång för Miljöpartiet (+  2,2 %), Sverigedemokraterna (+ 2 %) och Moderaterna (+ 1,9 %) medan de övriga fem riksdagspartierna tappade väljarstöd. 
Socialdemokraterna var det enda parti som erövrade mandat i samtliga de 290 kommunfullmäktigeförsamlingarna. 
En rad övriga partier vann också representation i olika fullmäktigeförsamlingar. Sveriges Pensionärers Intresseparti fick plats i 19 kommuner, Norrbottens sjukvårdsparti i sju kommuner. Många partier är rent lokala och finns bara representerade i en kommun. Åsele kommunlista var det största av dessa med 34,3 % av rösterna i sin hemkommun. I realiteten var denna lista dock en valsamverkan, mellan allianspartierna och det lokala Åselepartiet, som spruckit inför valet 2014. 

### Kartor
| Majoritetsförhållanden i kommunfullmäktige | Majoritetsförhållanden i kommunfullmäktige | Kommunstyren                                           | Kommunstyren                                           |
| 2006 | 2010 | 2006                                                   | 2010                                                   |
| --- | --- | ------------------------------------------------------ | ------------------------------------------------------ |
| | |                                                        |                                                        |
| S+V+MP i absolut majoritet S+V+MP i relativ majoritet M+C+FP+KD i absolut majoritet M+C+FP+KD i relativ majoritet Jämnt mellan blocken Tredje parti i relativ majoritet | S+V+MP i absolut majoritet S+V+MP i relativ majoritet M+C+FP+KD i absolut majoritet M+C+FP+KD i relativ majoritet Jämnt mellan blocken Tredje parti i relativ majoritet | Vänsterstyre Borgerligt styre Blocköverskridande styre | Vänsterstyre Borgerligt styre Blocköverskridande styre |